# La famiglia dell'Infante Don Luis di Borbone
La famiglia dell'Infante Don Luis di Borbone è un dipinto a olio su tela (248x330 cm) del pittore spagnolo Francisco Goya, realizzato nel 1783-1784 e conservato presso la Fondazione Magnani-Rocca di Parma, in Italia.

## Storia
In ragione del prestigio raggiunto come ritrattista, nella metà dell'agosto 1783 Goya fu invitato presso la tenuta di Arenas de San Pedro, nei dintorni di Avila, dove il principe Luis di Borbone (fratello del re Carlo III) trascorreva melanconicamente i suoi ultimi anni, insieme alla moglie María Teresa de Vallebriga, sposata dopo aver rinunciato alla porpora cardinalizia. Goya avrebbe trascorso un mese in compagnia di don Luis, uomo di larghe vedute con il quale instaurò un fecondo rapporto fatto anche d'intesa personale e umana: il pittore aragonese, infatti, era benvoluto da tutti e poteva godere della più intima confidenza dei familiari di don Luis, con il quale tra l'altro andava a caccia. L'amicizia tra i due raggiunse accenti straordinariamente affettuosi: una lettera indirizzata a Martin Zapater, il 20 settembre 1783, ci testimonia persino che don Luis, dopo aver tentato di tutto per convincere il Goya a non partire, gli fece promettere che sarebbe andato a visitarlo almeno una volta all'anno. Il pittore, tuttavia, non tenne fede alla promessa e non avrebbe mai più rivisto don Luis, che sarebbe morto due anni dopo il loro saluto.
La grande tela de La famiglia dell'Infante Don Louis di Borbone fu realizzata fra il 1783 e il 1784 in occasione del soggiorno presso la tenuta di don Luis:
(Francisco Goya)
L'opera, ereditata dalla figlia di don Luis, María Teresa de Borbón y Vallabriga, intorno al 1820 venne trasferita nel palazzo di Boadilla del Monte, per poi passare nelle collezioni di Carlota Luisa de Godoy y Borbón (figlia di María Teresa). Si fa esplicita menzione del dipinto nel 1832 nell'Inventario de todos los cuadros, pinturas, marcos sueltos y estampas que quedan colocados en el Palacio de Boadilla e, nuovamente, nell'inventario del 1886, con una valutazione di ben 25.000 pesetas. Ereditata dalla famiglia Ruspoli nel giugno del 1904, l'opera peregrinò a Firenze nella collezione Contini Bonacossi per poi giungere nel 1974 nelle collezioni di Luigi Magnani.

## Descrizione

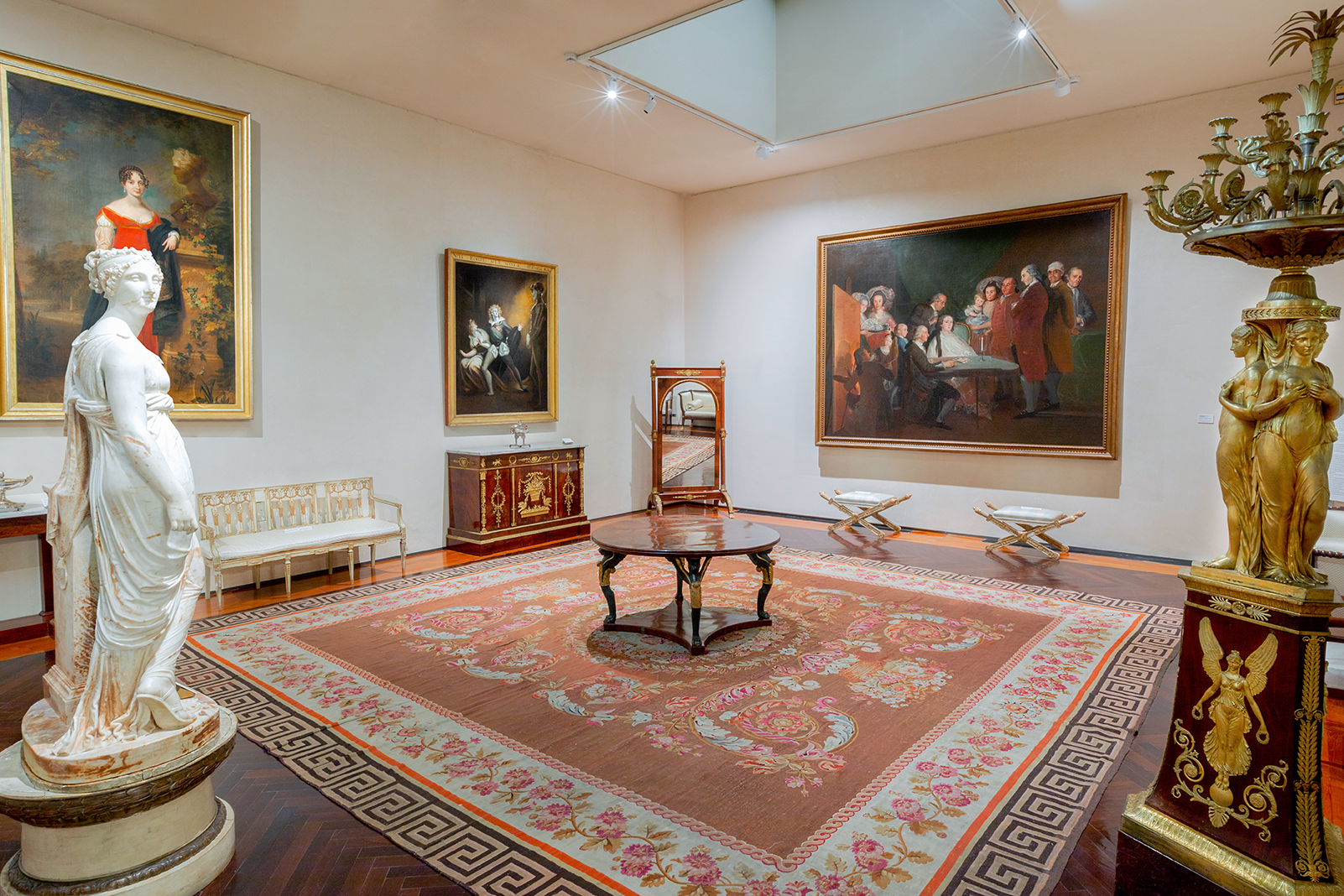
La Sala Goya della Fondazione Magnani Rocca

La famiglia dell'Infante Don Luis di Borbone è un ritratto di gruppo non ufficiale (ben distante, dunque, dagli esiti del futuro Ritratto della famiglia di Carlo IV), in cui i quattordici componenti della famiglia di don Luis appaiono «irrigiditi come sull’ultima battuta, prima che cali il sipario», come osservato da Riccomini. Si tratta, infatti, di una situazione informale, privata, di grande intimità, a tal punto che Goya scelse di ritrarre la piccola corte di campagna dall'angolo a sinistra, in una posizione defilata, mettendo insieme - senza distinzione di rango - ancelle, principi, cicisbei e borghesi.
L'intera famiglia è riunita intorno al tavolo dove don Luis, colto mentre gioca a carte, si appresta a dare il commiato serale. All'estrema sinistra della scena riconosciamo lo stesso Goya che, intento ai pennelli, guarda la scena con tenerezza e partecipazione. L'autoritratto sul margine sinistro della tela è una soluzione espressamente desunta da Las Meninas di Velázquez, anche se qui Goya rinuncia al complicato gioco di specchi e prospettive e, soprattutto, sceglie di raffigurarsi in una posizione che, dando le spalle al committente, teoricamente non gli consentirebbe di vedere i volti dei vari personaggi. Licht osserva che «avendo insistito a rammentarci il capolavoro di Velázquez, sopprime il perno di Las Meninas, e cioè lo specchio col quale Velázquez ci fornisce la chiave di lettura del suo quadro. L’unica spiegazione che chiarisce sia la posizione di Goya che la mancanza dello specchio è che quest’ultimo non sia stato soppresso da Goya ma solamente spostato dalla parete di fondo alla parete davanti al gruppo della famiglia reale [...] Goya non dipinge una sua interpretazione personale della famiglia reale, ma dipinge solo quel che vedevano loro stessi. Siamo davanti a una svolta decisiva nella storia del ritratto».

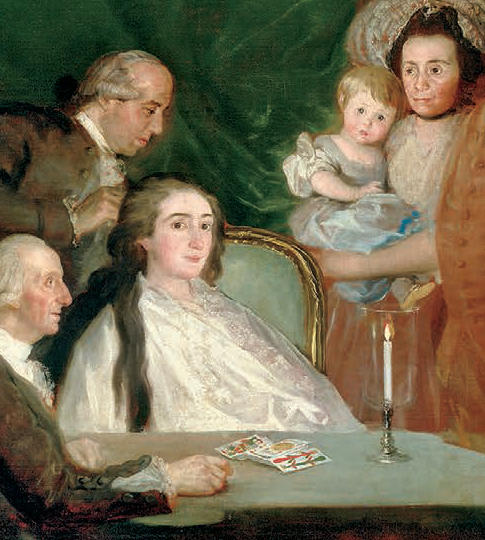
Dettaglio del dipinto

Sempre da sinistra sopraggiungono donna Antonia de Vanderbrocht e donna Petronila Valdearenas, le due cameriere in abiti da notte recanti in mano il portagioie della regina, vera protagonista della scena. Maria Teresa de Vallabriga, la moglie di don Luis, siede infatti al centro del dipinto e sta pazientemente aspettando che il servo le finisca di massaggiarle la lunga chioma, sciogliendole i capelli in previsione del riposo notturno: malgrado la sua posizione regale, il suo sguardo tradisce una grande malinconia e inquietudine. Gli altri componenti della scena sono il piccolo don Luis María, futuro cardinale-arcivescovo di Toledo, ammantato in un elegante abito azzurro; María Teresa, che diventerà la moglie di Manuel Godoy; la balia donna Isidra Fuentes con la piccola María Josefa, futura duchessa di San Fernando; la massiccia figura di don Manuel Moreno, responsabile della Segreteria dell’infante; don Gregorio Ruiz de Arce, aiutante di Camera; don Alejandro de la Cruz, pittore di Camera di sua Altezza, e infine il quarantenne Luigi Boccherini, compositore e violoncellista, identificato nell'uomo con la lunga giacca rossa.
Speciale menzione merita l'uomo con la testa fasciata: si tratta probabilmente di Francisco del Campo, il segretario particolare di donna María Teresa. Francisco, infatti, si sta lasciando andare a una risata sana e spontanea, e in questo modo trasmette all'osservatore la sua concezione del mondo, la quale è semplice, plebea ma molto viva: si tratta dell'unica presenza festosa in questo quadretto familiare di persone stanche e deluse, bambini puri ed innocenti e nobili sottomessi alla fatica del vivere. Il quadro, infatti, è percosso da un'atmosfera greve, notturna, tipicamente fin-de-siècle, rischiarata solo dal lume pulsante della candela che, bruciando nell'aria immobile, conferisce alla scena una certa teatralità.  
Due, in particolare, sono i temi dominanti del dipinto: innanzitutto la caducità della vita e l'incombere della morte (memento mori), che potrebbero manifestarsi con l'improvviso spegnersi della candela, o magari con il collasso del tavolino (strutturalmente inidoneo a stare in piedi senza cadere) ma che trovano la sua espressione più alta nella fatalità con cui don Luis, visto di profilo, poggia le carte sul piano di velluto verde.
Altro tema proposto dal dipinto è quello dell'incomunicabilità: i personaggi effigiati, infatti, sembrano essere immersi in un isolamento psicologico profondo e costante e presentano uno sguardo fisso, lievemente straniante, come se stessero inseguendo il filo invisibile dei loro pensieri. Per usare le parole di Vittorio Sgarbi, «ognuno dei presenti, in quelle inquiete ombre serali, sembra sorpreso da qualche accadimento interiore, da presagi».
Sotto il profilo stilistico, La famiglia dell'Infante Don Luis di Borbone è deferente alle teorizzazioni neoclassiche del boemo Anton Raphael Mengs, presentando una grande sobrietà pittorica che si esprime nella stesura pittorica poco definita (ma che comunque ricostruisce analiticamente i particolari), nello sfondo semplificato e stilizzato e soprattutto nell'impiego di colori molto austeri. Tra le altre fonti figurative del dipinto i critici hanno rintracciato Corrado Giaquinto, dal quale Goya riprese la tavolozza rossiccia, Joseph Wright of Derby e infine Giandomenico Tiepolo.